# Richard H. Black
 (mars 2023).
Pour les articles homonymes, voir Black.
Richard Hayden Black, familièrement Dick Black, né le 15 mai 1944, est un homme politique américain membre du Parti républicain (2012). Il est membre de la Chambre des délégués de Virginie (1998-2006), puis du Sénat de Virginie de 2012 à 2020. 

## Biographie
Black est né dans le nord de la Virginie en 1944 et a grandi à Miami.
Il est le cadet de trois enfants. Son père était un agent du fisc spécialisé dans les enquêtes sur le crime organisé.
Le premier job de Black a été de travailler au Miami Serpentarium, qui importe des cobras, des vipères et autres serpents venimeux pour la R&D pharmaceutique mais aussi les zoos du monde entier.

### Formation
Black termine sa scolarité en 1962 puis étudie à l'université de Miami pendant un an avant de s'engager dans le Corps des Marines en 1963 à l'âge de 19 ans.
Black s'est enrôlé dans les Marines 
Il sort du Marine Corps Recruit Depot Parris Island en tant que Private First Class (PFC) et intègre le Marine Aviation Cadet Program à la Naval Air Station Pensacola, où il est promu sous-lieutenant en 1965.
Après avoir effectué son service pendant la Guerre du Viêt Nam, Black reprend ses études et décroche une licence en comptabilité en 1973 (BSBA Bachelor of Science in Business Administration) et une Maitrise en Droit en 1976 (JD Juris Doctor), tous deux à l'université de Floride.

### Carrière militaire
Black a servi à la fois dans les U.S. Marines Corps et dans le U.S. Army JAG Corps pendant 31 ans, passant du rang de simple soldat à celui de colonel. Il est diplômé de l'U.S. Army War College, du Command and General Staff College et de la Naval Aviator's Flight School.

#### Vietnam
Black a servi en tant que pilote dans les US Marines pendant la guerre du Vietnam, effectuant 269 missions en hélicoptère de combat avec le HMM-362, qui opérait à partir de Ky Ha, au Vietnam. Il a reçu la médaille Purple Heart
Du 11 février au 17 juin 1967, il a servi comme contrôleur aérien Forward Air Controller (FAC) pour le 1er Régiment de Marines, effectuant 70 patrouilles de combat dans la jungle. Il participe à des combats intenses autour de Nui Loc Son en avril 1967. Il a reçu la Navy Commendation Medal avec un "V" pour la valeur, alors qu'il servait en tant que FAC pour le 2nd Bataillon, 1st Marine Regiment. Le lieutenant Black s'est porté volontaire pour rejoindre la compagnie Fox, 1st Marines, qui tenait la ligne de crête à Nui Loc Son - un avant-poste extrêmement dangereux et éloigné dans la vallée de Que Son.

#### Corps des juges-avocats généraux (JAG)
Après la guerre, il quitte le service actif et après avoir obtenu son diplôme JD, il devient procureur dans le corps des juges-avocats généraux de l'armée américaine. Il a ainsi dirigé la division du droit pénal de l'armée au Pentagone, avant de prendre sa retraite de l'armée en 1994.

### Carrière politique
Black a d'abord occupé un poste électif au sein du conseil d'administration de la bibliothèque du comté de Loudoun. Il y a élaboré en 1997 une politique de filtrage visant à bloquer la pornographie sur les ordinateurs de la bibliothèque. Cette politique a attiré l'attention au niveau national car elle a été partiellement validée dans le cadre d'un procès s'appuyant sur le premier amendement.
En effet, la Cour suprême des États-Unis a statué en 2003, dans l'affaire US v. American Library Association, que l'utilisation par les bibliothèques publiques de logiciels de filtrage de l'Internet ne violait pas les droits du premier amendement de leurs usagers.  Aujourd'hui, les bibliothèques publiques du comté de Loudoun contiennent des filtres Internet, mais permettent aux usagers adultes de les désactiver à condition qu'ils lisent et signent l'accord d'utilisation de l'Internet pour adultes de la LCPL pour s'inscrire à l'Internet, et qu'ils acceptent ainsi de se conformer aux politiques et directives de la bibliothèque qui interdisent la visualisation de matériel pornographique.

#### Délégué de la Chambre de Virginie
Black a été élu pour la première fois à la Chambre des délégués de Virginie en 1998 pour succéder au délégué républicain Bill Mims, qui avait été élu au Sénat de Virginie. Black a démissionné du conseil d'administration de la bibliothèque quelques mois après avoir été assermenté. Délégué "profondément conservateur", Black est devenu célèbre pour ses déclarations controversées.

##### Lutte contre la pornographie
En 2001, Black a parrainé un projet de loi visant à imposer l'installation de filtres Internet sur les ordinateurs des écoles publiques. Ce projet de loi a été adopté à une écrasante majorité par la Chambre et le Sénat et a été promulgué en mars 2001.

#### Position sur l'avortement
Au cours de la session législative de 2001, Black s'est occupé d'un certain nombre de projets de loi relatifs à l'avortement. En février 2001, il a co-parrainé un projet de loi visant à établir une période d'attente de 24 heures pour le "consentement éclairé" des femmes souhaitant se faire avorter. Le projet de loi exigeait qu'une clinique ou un hôpital informe une femme souhaitant avorter de l'âge approximatif du fœtus, des détails de la procédure d'avortement et des autres options qui s'offrent à elle. Le projet de loi est finalement passé et a été promulgué.
Toujours au cours de la session 2001, Black s'est opposé à un projet de loi autorisant la délivrance de la "pilule du lendemain" dans les pharmacies. Les opposants au projet de loi ont déclaré que, contrairement aux contraceptifs normaux qui empêchent la fécondation d'un ovule, ces types de contraceptifs d'urgence peuvent agir comme un abortif, empêchant un ovule fécondé de se fixer à la paroi utérine. "C'est un pesticide pour bébé que nous examinons. C'est une méthode toxique d'élimination d'un enfant", a déclaré M. Black. Bien que le projet de loi n'ait pas été adopté, la pilule du lendemain peut être achetée en Virginie dans les pharmacies sans ordonnance pour les personnes âgées de 17 ans ou plus et avec une ordonnance pour les personnes âgées de 16 ans ou moins, et une marque est disponible en vente libre pour les personnes de tous âges sans carte d'identité.

##### Amélioration du corridor de la route 28
Au cours de la session de 2002, Black a réussi à faire adopter le projet de loi HB 735 - d'amélioration des transports. Ce projet de loi a été conçu pour permettre aux propriétés situées le long du corridor de la Route 28 d'être incluses dans plusieurs districts fiscaux spéciaux. Cela était nécessaire parce qu'une partie de la propriété se trouvait déjà dans un district fiscal spécial existant et que les propriétaires fonciers le long de la Route 28 cherchaient à créer un nouveau district d'amélioration des transports pour transformer ce couloir majeur en autoroute à grande vitesse.

##### Projet de Statue d'Abraham et Thomas Lincoln à Tredegar Iron Work
Fin 2002 et début 2003, Black s'est opposé à l'érection d'une statue d'Abraham Lincoln et de son fils Thomas à la Tredegar Iron Works pour commémorer la visite de Lincoln à Richmond le 4 avril 1865, 10 jours avant son assassinat. Black a déclaré : "Placer une statue de [Lincoln] à cet endroit, c'est un peu comme placer le drapeau confédéré sur le Lincoln Memorial".

##### Position sur les thèmes LGBTQ
En juillet 2003, Black a proposé une loi qui empêcherait les couples non mariés et homosexuels de demander des prêts hypothécaires à faible taux d'intérêt, déclarant que l'État "dépensait 90 millions de dollars pour subventionner la sodomie et l'adultère. Je ne comprends tout simplement pas pourquoi nous retirons de l'argent [de programmes valables] pour soutenir un programme homosexuel radical".
Toujours en 2003, il a livré des poupées fœtus en plastique à ses collègues délégués et sénateurs. Black a utilisé les poupées pour faire de la publicité pour son projet de loi exigeant le consentement parental pour qu'un mineur puisse se faire avorter. Le projet de loi de Black, HB 1402, a été adopté et signé.
En 2004, il a déclaré à propos de la loi sur la sodomie en Virginie : "Si je suis la dernière personne sur la face de cette Terre à voter contre la légalisation de la sodomie, je le ferai".
En février 2005, il a exhorté ses électeurs à manifester devant le Stone Bridge High School pour avoir monté une pièce de théâtre sur un joueur de football gay, affirmant que l'école était "utilisée pour promouvoir un mode de vie homosexuel". Il a en outre affirmé que les tentatives "d'encourager l'activité homosexuelle, de la présenter sous un jour mignon ou favorable" pourraient conduire les enfants à contracter le VIH.

##### Affaire Ollin Crawford
Pendant qu'il siégeait à la Chambre des délégués de Virginie, Black a également été partisan de la clémence en faveur d'Ollin Crawford. Crawford, une femme noire connue sous le nom de "dame à la grenade", purgeait une peine de 70 ans de prison après avoir commis une série de vols au cours desquels elle prétendait avoir une grenade dans une chaussette. Personne n'a été blessé au cours de ces quatre cambriolages. Le département correctionnel ayant classé Crawford comme "perdante à trois reprises", lui avait refusé la libération conditionnelle.
L'intérêt de Black pour cette affaire vient de ce qu'il estime qu'il y a une différence entre la façon dont Crawford a été traitée et un cas similaire où Sue Kennon, une femme au foyer de banlieue, blanche, ayant commis quatre vols à main armée avec un pistolet factice. Kennon a bénéficié d'une libération conditionnelle en 2001 après avoir purgé 14 ans d'une peine de 48 ans.
En soulignant les similitudes de l'affaire, mais la différence de résultat, Black a déclaré. "Je ne crois pas qu'il y ait eu une discrimination délibérée, mais des personnes raisonnables pourraient se demander pourquoi une femme noire pauvre n'a pas reçu la même considération qu'une femme blanche aisée. Nous savons que deux femmes ayant des cas très similaires ont reçu un traitement très différent." 
Black a plaidé en faveur de Crawford pendant 10 ans, à partir de 1997. Il a demandé la clémence pour Crawford à trois gouverneurs différents de Virginie, dont George Allen et Mark Warner. Finalement, Tim Kaine a accordé sa clémence et Crawford a été libéré au début de 2008.

##### Fin de mandat
Black a été battu dans sa quête d'un cinquième mandat par le démocrate David Poisson en 2005 de 53 % à 47 %. Black s'est présenté à l'investiture républicaine lors de l'élection spéciale pour le 1er district du Congrès de Virginie en octobre 2007. Une convention a été organisée pour déterminer le candidat et Black a été éliminé en cinquième position au quatrième tour de scrutin. Le délégué de l'État Rob Wittman a été choisi et a remporté l'élection.

### Sénateur de Virginie
Black s'est présenté au Sénat de l'État en 2011 dans le 13e district nouvellement créé, qui englobe près de la moitié du comté de Loudoun et une partie du comté de Prince William. Son ancien domicile se trouvait dans une autre partie du comté de Loudoun représentée au Sénat de l'État par le démocrate Mark Herring. Black a remporté une primaire tripartite âprement disputée, obtenant 3 143 voix (38,83 %) contre les 3 029 voix de John Stirrup (37,42 %) et les 1 923 voix de Robert S. Fitzsimmonds (23,76 %). Lors de l'élection générale, Black a largement battu le démocrate Shawn Mitchell par 57 % contre 43 %.
En 2014, Black s'est brièvement présenté aux élections du 10e district du Congrès de Virginie pour succéder au titulaire républicain sortant Frank Wolf. Il s'est retiré le 23 janvier, deux jours après avoir déclaré sa candidature, disant : "après avoir rencontré les dirigeants du caucus républicain à Richmond, il est impératif que je reste au Sénat où l'on a besoin de moi pour maintenir notre division 20/20." Bien que le Sénat de Virginie ait été divisé 20/20, les démocrates ont détenu la majorité, Ralph Northam, le lieutenant-gouverneur démocrate de Virginie, ayant procédé à des votes de départage.
En janvier 2019, M. Black a annoncé qu'il ne se représenterait pas pour son siège au Sénat de l'État lors des élections législatives de 2019 en Virginie et qu'il prendrait plutôt sa retraite à la fin de son mandat.

#### Position sur les thèmes LGBTQ
Lors d'une interview en décembre 2013, Black a comparé le mariage homosexuel à la polygamie et à l'inceste, déclarant que, bien qu'il soit opposé à la polygamie, "au moins elle fonctionne biologiquement", ajoutant qu'elle était "plus naturelle" que l'homosexualité.

##### Position sur la Syrie
Black a déclaré : "Une chose est claire, si Damas tombe, le redoutable drapeau noir d'ISIS flottera sur Damas. ... Dans une période de quelques mois après la chute de Damas, la Jordanie tombera et le Liban tombera. ... Je pense que vous verrez automatiquement le début d'une poussée historique de l'Islam vers l'Europe et je pense que, finalement, l'Europe sera conquise." 
En avril 2014, Black a envoyé une lettre officielle au président syrien Bachar al-Assad, remerciant "l'armée arabe syrienne pour son sauvetage héroïque des chrétiens dans la chaîne de montagnes de Qalamoun", louant Assad pour avoir "traité avec respect tous les chrétiens et la petite communauté de juifs de Damas", et déclarant qu'il était évident que les rebelles étaient en grande partie des "criminels de guerre vicieux liés à Al-Qaïda".
Le sénateur d'État démocrate A. Donald McEachin, sénateur démocrate, a qualifié la lettre de "bizarre", tandis que le sénateur républicain Bill Stanley se moque de lui "Qu'est-ce qui se passe, Dick? Kim Jong-un ne répondait pas à tes SMS ?".
En 2015, l'État Islamique fait figurer Black sur la liste de ses ennemis, l'appelant "le croisé américain"  
Le 27 avril 2016, Black entame un voyage de trois jours en Syrie pour soutenir son gouvernement. Dans une série d'échanges sur Twitter avec le Washington Post, Black écrit que les États-Unis étaient "alliés à deux des nations les plus viles de la planète, l'Arabie saoudite et la Turquie, qui ont l'intention d'imposer un gouvernement fondamentaliste [wahhabite] au peuple syrien".
En 2018, Black déclare sur la chaîne de télévision arabe Al Mayadeen que le service de renseignement britannique, le MI6, préparait une attaque aux armes chimiques sous faux drapeau, dans le but de la faire imputer ensuite au gouvernement syrien.

##### Position sur le Venezuela
Black se montre critique à l'égard des sanctions économiques décidées par l'administration Trump contre le Venezuela : « Nous avons attaqué la monnaie vénézuélienne et par le biais du système bancaire international nous lui avons enlevé sa valeur pour dire : "Regardez comme ce gouvernement est mauvais, sa monnaie ne vaut rien". »

##### Position sur Medicaid
Black a introduit un amendement budgétaire à l'Assemblée générale pour interdire l'expansion de Medicaid sans l'approbation de la législature. Il a mené une révolte conservatrice contre l'expansion de Medicaid qui a inspiré le hashtag Twitter #BlackorBust. Après une journée entière de débats houleux en coulisses, Black l'a emporté et le Sénat a approuvé un budget sans l'expansion de Medicaid, qui était la signature du gouverneur démocrate Terry McAuliffe. McAuliffe a juré de ne pas signer un budget sans elle.
Le 20 juin 2014, McAuliffe a annoncé qu'il opposerait son veto à l'amendement Black or Bust. Mais sa tentative de veto à l'amendement Black or Bust Medicaid a échoué lorsque son veto a été jugé illégal par le président de la Chambre.

##### Apparitions dans les médias étrangers
Black a fait des apparitions dans des médias d'État russes, israéliens et chinois, ainsi que dans des médias affiliés au Hezbollah, critiquant la politique étrangère américaine.

#### Après-sénature

##### Position sur les thèmes LGBTQ
Le 22 juin 2021, lors d'une réunion du conseil d'administration des écoles publiques du comté de Loudoun, Black s'est élevé contre la politique 8040, qui oblige les enseignants à désigner les élèves par des pronoms correspondant à leur identité de genre, et a accusé le conseil d'administration de supprimer la liberté d'expression. Après la fin de sa minute de temps imparti et la désactivation de son microphone, il a continué à parler tandis que le chaos éclatait dans la foule. Le conseil d'administration a ensuite décidé de mettre fin aux commentaires publics, Black étant le 51e orateur parmi les 259 qui s'étaient inscrits.

##### Position sur la guerre en Ukraine
Le 13 février 2023, Black a donné une interview à George Galloway dans son émission The Mother of All Talk Shows sur Radio Sputnik, discutant du gazoduc Nord Stream. Black a fait référence à un article de Seymour Hersh accusant les États-Unis et a salué Hersh comme un journaliste des plus méticuleux. Black a qualifié le bombardement de NordStream d'"acte terroriste" et d'"acte de guerre" contre l'Allemagne, alliée des États-Unis.